# Condado de Andrews
O Condado de Andrews é um dos 254 condados do estado norte-americano do Texas. A sede do condado é Andrews, e sua maior cidade é Andrews.
O condado possui uma área de 3 888 km² (dos quais 1 km² estão cobertos por água), uma população de 13 004 habitantes, e uma densidade populacional de 3 hab/km² (segundo o censo nacional de 2000).
O condado foi criado em 21 de agosto de 1876.